# Henrika Andersson
Henrika Madeleine Andersson, född 2 september 1965 i Ekenäs, är en finlandssvensk skådespelare och författare.

## Biografi
Andersson studerade på Teaterhögskolan i Helsingfors under åren 1985–1989 och ett år på CNSAD (Conservatoire national supérieur d’art dramatique) i Paris. Hon har medverkat i film, teater och television, bland annat på Studentteatern och Klockriketeatern. Andersson har även regisserat och skrivit manus till teaterpjäser, senaste regi Skuggor av Ekåsen 2024. Hon är känd som barn- och ungdomsboksförfattare. Hennes Emma Gloria och de Levande Varslarna nominerades till Finlandias junior-pris.
Andersson har jobbat som läsambassadör på Annegården i Helsingfors och därefter som finlandssvensk läsambassadör under åren 2019-2022. Hon har också suttit som ledamot i Sveriges Kulturråd för barn- och ungdomsböcker under åren 2013-2016 och varit ordförande för förening FIBUL rf (Författare och Illustratörer för barn- och ungdomslitteratur) sedan den grundades 2014.
Hon är dotter till Christina Andersson och Claes Andersson
Henrika Andersson är gift med Mårten Westö. och tillsammans har de två barn, Johannes Westö och Daniel Westö.

## Nagu-nalle
Karaktären Nagu-nalle i Anderssons böcker om Nagu-nalle är en vit nalleknatting som kommer till sommarparadiset Nagu och döps i apelsinsaft av den lilla pojken Benjamin. Nagu-nalle har förutom pojken Benjamin och hans familj, även en djurfamilj bestående av karaktärerna ormen Olle, Frille marsvin och leoparden Lala. Tillsammans råkar de ut för äventyr i Nagu och Helsingfors men även i Frankrike.

## Nagu-nalles egen stig

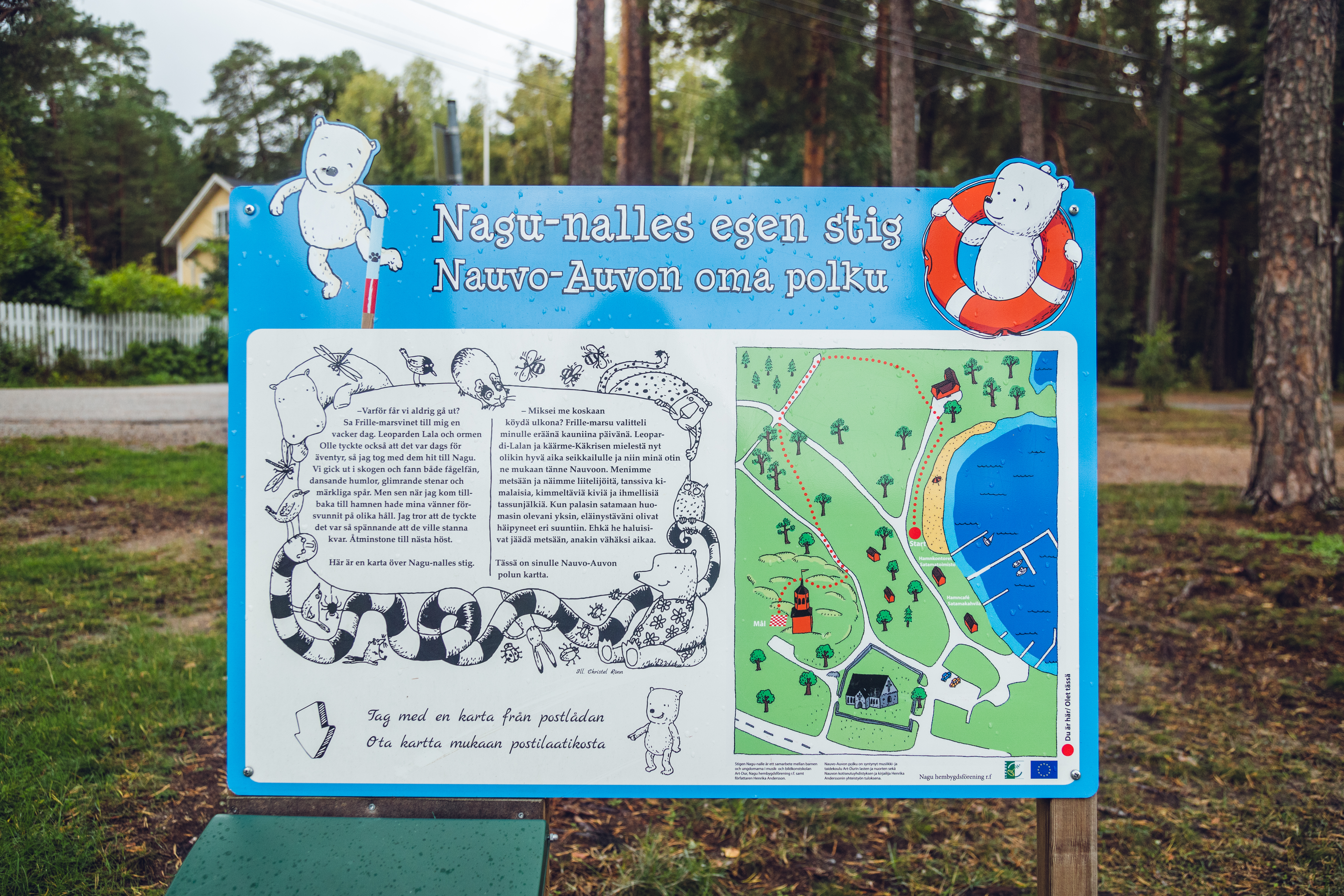

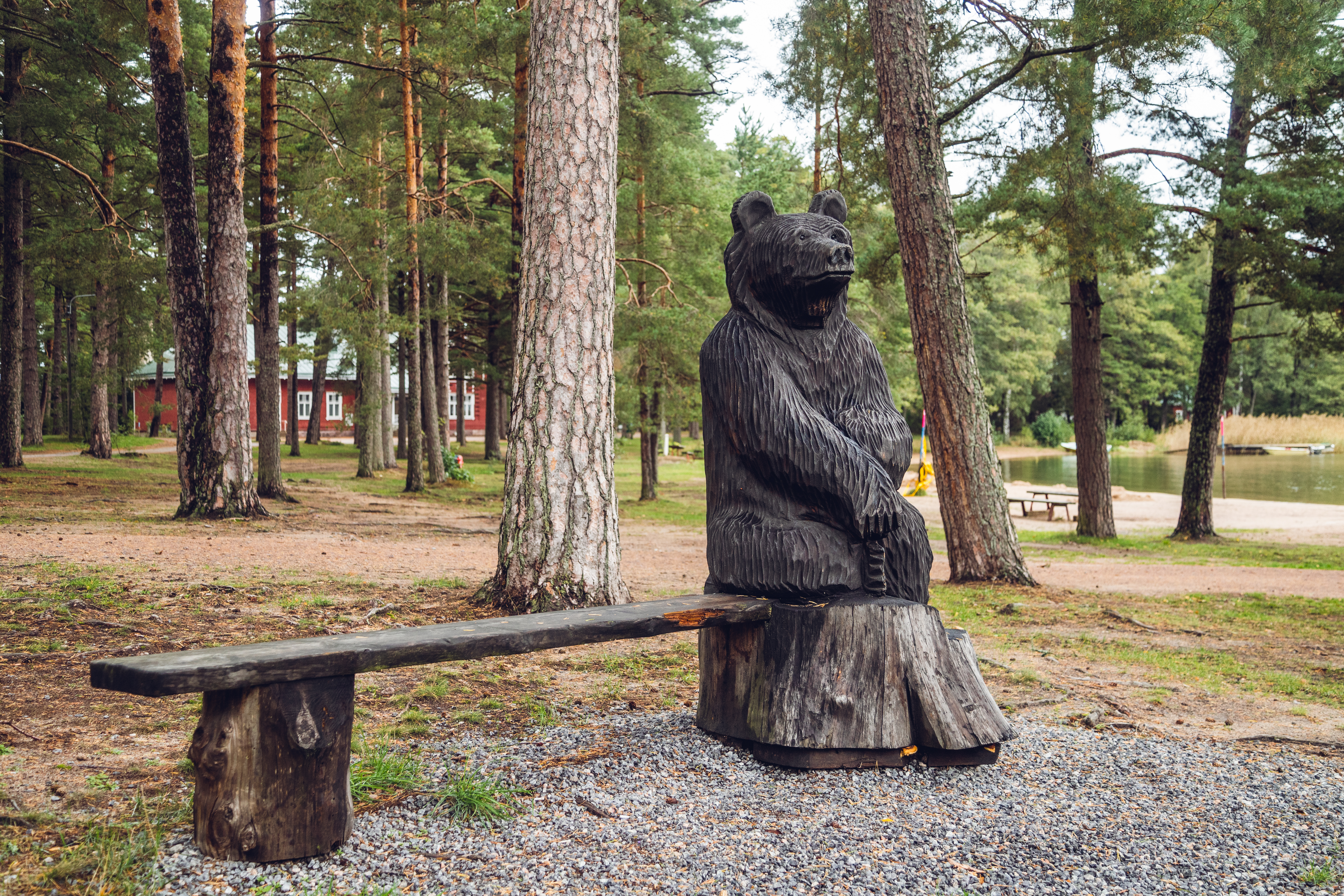
Bänk vid Nagu-Nalles stig

I Nagu finns en naturstig dedikerad Anderssons karaktär Nagu-nalle. Nagu-nalles egen stig är speciellt utformad för barn där vandraren träffar på flera av Nagu-nalles vänner från hans djurfamilj. Stigen är ca. 1 km lång, och börjar vid Nagu Hamn där en manshög björnskulptur av trä markerar startpunkten, sedan går den väl utmärkta promenaden runt ungdomslokalen Framnäs och genom ett skogsparti vid daghemmet Karusellen upp till klockstapeln vid Nagu kyrka var den slutar. Höjdskillnaden varierar från 2 m ö.h. vid startpunkten, till 22 m ö.h. vid klockstapeln. Nagu-nalles egen stig underhålls av Pargas stad och är ett resultat av samarbete mellan barnen och ungdomarna i Musik och Bildkonstskolan Art-Dur, Nagu hembygdsförening r.f. samt författaren Henrika Andersson och illustratören Christel Rönns.